# Plopu (okręg Vrancea)
Plopu – wieś w Rumunii, w okręgu Vrancea, w gminie Gura Caliței. W 2011 roku liczyła 372
mieszkańców